# Brouillage radar
 (mai 2009).
Si vous disposez d'ouvrages ou d'articles de référence ou si vous connaissez des sites web de qualité traitant du thème abordé ici, merci de compléter l'article en donnant les références utiles à sa vérifiabilité et en les liant à la section « Notes et références ».
Pour les articles homonymes, voir brouillage et radar (homonymie).
Le brouillage radar est une émission intentionnelle de signaux radioélectriques destinée à interférer dans le fonctionnement d'un radar en saturant son récepteur soit avec un bruit puissant, soit avec de fausses données. Il existe deux types de brouillage radar : mécanique et électronique. Il s'agit d'une mesure de guerre électronique.

## Brouillage mécanique

Paillettes de contre-mesures vues par un radar météorologique.

Le brouillage mécanique est causé par des éléments qui réfléchissent ou re–réfléchissent l'émission radar vers le radar qui les a émises pour générer de faux échos sur l'écran de l'opérateur. Dans cette catégorie on range les paillettes, les catadioptres et les leurres.
Paillettes
Les paillettes sont constituées de bandes métalliques de différentes longueurs susceptibles de réfléchir différentes fréquences et de créer ainsi une vaste zone de faux échos dans laquelle il sera difficile de discerner une cible réelle. Ces paillettes sont le plus souvent en aluminium pour des raisons de poids et sont ordinairement pelliculées avec un matériau comme du plastique pour les rendre plus brillantes et moins susceptibles de s'amalgamer en paquets.
Réflecteurs radar
Les réflecteurs radar (basés sur le principe du catadioptre) ont le même effet que les paillettes mais sont de conception très différente. Il s'agit d'objets à faces multiples qui renvoient la plus grande partie de l'émission radar vers sa source. Cependant un avion ne peut pas embarquer autant de catadioptres que de paillettes.
Leurres
Les leurres sont des objets volants télécommandés destinés à tromper l'opérateur radar en lui faisant croire qu'il s'agit d'un avion réel. Ils sont particulièrement efficaces car ils peuvent saturer un système radar avec de fausses cibles pendant qu'un attaquant s'approche à portée de tir du radar pour le détruire. On peut adapter des catadioptres sur les leurres pour les faire paraître plus grands qu'en réalité et les faire mieux confondre avec un avion réel. Pour augmenter leur réalisme, certains leurres ont la possibilité de générer un brouillage radar électronique ou de larguer des paillettes.
Aluminium
L'aluminium a des fonctions de brouillage des communications radio[réf. nécessaire]. Cette technique était particulièrement utilisée pendant la Seconde Guerre mondiale[réf. nécessaire].

## Brouillage électronique
Le brouillage électronique est une forme de guerre électronique dans laquelle les brouilleurs émettent des signaux qui interfèrent avec ceux d'un radar ennemi en saturant son récepteur par une émission très puissante. Les deux techniques principales sont les techniques dites « de bruit » et les techniques de « ré-émission ». Les trois sortes de bruits utilisées sont le « spot », le « balayage » et le « barrage ».
Brouillage spot
On parle de brouillage spot lorsque le brouilleur concentre toute l'énergie disponible sur une fréquence unique. Alors que cette méthode dégrade considérablement l'efficacité du radar sur la fréquence brouillée, un radar à fréquence variable sera à peine affecté car une seule de ses fréquences de fonctionnement sera concernée. Il faudrait donc plusieurs systèmes de brouillage pour couvrir plusieurs fréquences, ce qui nécessiterait la mise en œuvre d'équipements importants pour un résultat qui resterait très modeste.
Brouillage à balayage
Le brouillage à balayage consiste à faire varier la fréquence du brouillage. Bien que cette technique permette de brouiller plusieurs fréquences alternativement par des changements rapides, toutes les fréquences n'étant pas brouillées en même temps, l'efficacité du système reste limitée. Cependant, étant donné que l'efficacité dépend du dispositif de traitement des erreurs du radar brouillé, la technique du brouillage à balayage peut tout de même se révéler satisfaisante pour un certain nombre de systèmes radar.
Brouillage en barrage
Le brouillage en barrage consiste à brouiller plusieurs fréquences simultanément à l'aide d'un seul dispositif. Le système est efficace pour les radars à fréquences multiples, mais cette efficacité reste réduite car la puissance totale du brouilleur est répartie sur les différentes fréquences ; plus on brouille de fréquences, plus la puissance disponible par fréquence sera faible.
Brouillage de site
Le brouillage de site est un nouveau genre de brouillage en barrage grâce auquel un radar est brouillé à sa source et sur toutes ses fréquences. En revanche, tous les autres radars, même proches de celui ciblé, continuent de fonctionner normalement.
Mémoire de fréquence radio numérique
Le système à mémoire de fréquence radio numérique (Digital radio frequency memory, DRFM) est une méthode électronique qui consiste à enregistrer numériquement un signal radioélectrique et à le re-émettre après l'avoir modifié pour fausser les informations reçues par le radar. Cette technique peut fausser l'indication de la distance de la cible en changeant la fréquence des impulsions ou l'indication de la vitesse en modifiant le décalage Doppler, ou encore l'angle d'incidence de la cible en émettant des données supplémentaires dans les lobes latéraux du radar.

## Brouillage involontaire
Parfois, le brouillage peut avoir une origine « amie ». Le brouillage mécanique involontaire est relativement fréquent car les systèmes mécaniques ne font pas la différence entre les radars amis et ennemis. Le brouillage électronique par des sources amies peut également arriver. Il est dû le plus souvent à des centres de contremesures puissants qui opèrent à portée du radar. Avec une bonne coordination et un peu de bon sens, le brouillage électronique involontaire est beaucoup plus facile à éviter que le brouillage mécanique ; cependant, il est parfois inévitable.

## Contre–contre mesures
Aussi appelé MPE (moyens de protection électroniques). En anglais ECCM (electronic counter counter measure). Se dit des moyens employés par les radars pour se prémunir du brouillage concernant la distance, la vitesse ou l'azimut.
Parmi les techniques les plus employées on peut compter :
- L'agilité de fréquence.

On peut faire varier en permanence la fréquence de travail du radar (frequency-hopping spread spectrum, étalement de spectre par saut de fréquence) sur un large spectre et limiter ainsi l'efficacité des brouillages en rendant plus aisée la lecture des données reçues. Deux méthodes :
- changement de la fréquence porteuse émise à chaque impulsion, ceci est uniquement possible pour les radars dits « à impulsions » non cohérents.
- changement de fréquence porteuse par trains de plusieurs impulsions (quelques dizaines à plusieurs centaines), méthode employée par certains radars Doppler pulsés qui doivent conserver un certain nombre d'impulsions à la même fréquence afin de procéder à une post-intégration cohérente destinée à améliorer considérablement le rapport signal sur bruit.

Les systèmes de brouillage modernes sont capables de reconnaître une séquence de sauts de fréquences et de s'adapter, si bien que plus la séquence est aléatoire, plus elle est difficile à brouiller.
- L'agilité de période de répétition d'édition des impulsions radar : celle-ci peut être soit tremblée, soit à sauts. Ce processus est obligatoire pour les radars Doppler à impulsion afin de lever les ambiguïtés de distance liées à la récurrence forte des impulsions. Cette agilité peut se faire impulsion par impulsion pour les radars non cohérents ou par trains pour les radars cohérents.
- L'agilité de largeur de l'impulsion : elle peut aussi être réalisée par trains ou à chaque impulsion.
- Le codage de phase de la fréquence porteuse à l'intérieur des impulsions. Uniquement pour les radars cohérents, plusieurs types de codes existent.
- Les impulsions compressées. Elles permettent aussi de conserver une bonne résolution en distance avec des impulsions larges autorisant un traitement cohérent et comprennent aussi la variation linéaire de fréquence porteuse à l'intérieur des impulsions.
- La poursuite sur le signal de bruit émis par le brouilleur.
- Le signal émis peut être noyé dans du bruit aléatoire. Il est ainsi très difficile pour le brouilleur de déterminer les fréquences de travail du radar.
- Le contrôle automatique de gain. Il permet de s'affranchir de forts niveaux reçus.
- La détection de voleurs de fenêtre distance[pas clair] ou Doppler par poursuite sur le front avant de l'impulsion, ou analyse fine de la banque de filtres Doppler. Il peut être contré par le vol de fenêtre « en avance » réalisable uniquement par des brouilleurs numériques à mémoire de fréquence pour la distance ou par l'entraînement progressif après capture pour le vol de fenêtre Doppler.
- L'utilisation d'antennes secondaires ou d'antennes à faible niveau de lobes secondaires et à faible taux de polarisation croisée pour contrer le brouillage angulaire.
- L'utilisation de principe de mesure angulaire dit « monopulse » comportant une voie somme et deux voies d'écartométrie site et gisement plus une voie de garde pour contrer les brouillages angulaires basés sur la modulation de niveau du signal.
- Plus simplement il faut éviter toute conversation non sécurisée concernant le brouillage ou le radar lui-même.

En effet, le brouilleur peut être à l'écoute et en tirer des avantages déterminants.
Il est possible d'employer aussi des combinaisons de ces méthodes.

## Interférences
Bien qu'elles ne soient généralement pas dues à l'ennemi, les interférences peuvent gravement gêner l'opérateur pour suivre une cible. Des interférences apparaissent lorsque deux radars sont opérés à proximité l'un de l'autre (la distance entre les radars dépendant de leur puissance) sur la même fréquence. On obtient ainsi des parasites sporadiques qui saturent l'écran de contrôle avec des informations erronées. Ce type d'interférence est assez rare entre deux radars au sol car les distances entre radars et les fréquences d'opération sont choisies judicieusement. En revanche, elles sont plus souvent observées entre radars embarqués, en particulier lorsque plusieurs pays participent à une même opération. Ces interférences entre radars embarqués sont éliminées généralement en décalant la fréquence du magnétron.
Comme autre cause d'interférence souvent observée, on peut noter celle produite par l'équipement électronique de bord, comme un transpondeur par exemple, dont certaines fréquences vont venir interférer avec celles du radar. Dans ce cas d'interférence, à la place des parasites sporadiques « brillants », on a de toutes petites taches noires. Schématiquement, le radar extérieur qui questionne le transpondeur est soit celui d'un avion volant à côté, et donc très proche, soit un radar situé à plus grande distance. Comme le radar extérieur n'est généralement pas synchronisé avec le radar de bord, la fréquence de répétition des impulsions est différente. Des taches noires apparaissent sur l'écran au hasard, là où le radar ne peut faire la différence entre ses propres impulsions et celles du transpondeur. L'opérateur doit alors observer soit au travers, soit entre les taches. Dans ces conditions, pour être visible, il faut que l'objet observé soit sensiblement plus grand que les taches ou les « trous ». 
La mémorisation électronique des caractéristiques des impulsions du transpondeur est déterminante dans la minimisation de ce problème. On peut ainsi couper le récepteur du radar lorsque le transpondeur est en service. Une autre méthode pour s'affranchir de ce brouillage consiste à réduire la sensibilité aux radars extérieurs de son propre transpondeur, c'est-à-dire de s'assurer d'un seuil de déclenchement suffisamment élevé. De cette façon, il ne répondra qu'aux radars proches qui, en principe, devraient être amis. De la même manière, on peut aussi réduire la puissance de sortie du transpondeur pour réduire les interférences.

## Brouillage radar non–militaire
Les dispositifs de brouillage radar de contrôle routier sont plus simples que les systèmes militaires mais sont interdits dans la plupart des pays.